# Heliconius paraplesius
Heliconius paraplesius är en fjärilsart som beskrevs av Bates 1867. Heliconius paraplesius ingår i släktet Heliconius och familjen praktfjärilar. Inga underarter finns listade i Catalogue of Life.